# Kola Adams
Kola Modupe Adams (ur. 18 listopada 1980 w Lagos) – nigeryjski piłkarz występujący na pozycji obrońcy.
W barwach Shanghai International rozegrał 43 spotkania i zdobył jedną bramkę w Chinese Super League.
W reprezentacji Nigerii wystąpił jeden raz, 20 sierpnia 2003 w przegranym 0:1 towarzyskim meczu z Japonią.